# Vitória do Benim
Vitória do Benim foi uma escrava negra travesti, natural do Benim, detida em 1556 pela Inquisição de Lisboa por crime de sodomia naquela cidade, onde exercia a prostituição. É considerada pelo antropólogo e ativista Luiz Mott como o primeiro caso documentado de homossexualidade entre pessoas naturais da África Subsaariana pré-colonial.

## Biografia
Vitória nasceu no Reino de Benim, sendo escravizada e nomeada António, em função do seu sexo biológico. Constava que, quando fora capturada como escrava, “se fez de negra e por tal o deitaram com as negras e só depois que se viram as cartas que notou-se o erro [...]”. Levada para Portugal em 1556, Vitória morou inicialmente em Ponta Delgada, na Ilha de São Miguel, nos Açores, onde andava de jaquetão vermelho, calções e coifa na cabeça, saindo à noite travestido de mulher.
Certa vez, vendo-a certa pessoa com uma tigela de mel e uma pada de pão, disse: “- olhai, meu marido dá-me isto - e ele testemunha perguntou: - quem é teu marido  - e o negro respondeu:  - homem branco  - e disse:  - queres tu que seja eu teu marido? - e o negro lhe respondeu: - tu não tens... mostra, ora mostra - dizendo que mostrasse a sua natura, e disse mais, logo: - tu ser mi marido, logo vou dar-te muita coisa [...]”.
A 3 de agosto de 1556, Brígida Prestes, regateira de peixe, mulher de João Pires, pescador, que então se encontrava no Brasil, moradora em Lisboa abaixo do moinho do vento, donde correu a terra à Boa Vista, e disse que haveria cerca de um mês, vira “uma pessoa preta, vestida e toucada como negra, que cometia os moços e mancebos e ratinhos trabalhadores que passavam e os levava detrás de umas casas de Alonso de Torres onde caiu a terra a um lugar que aí está escuso, e depois os metia para umas casas derrubadas e não sabe o que lá dentro fazia; e primeiro que entrasse para dentro lhe via fazer jeitos e acenos como mulher que provocava aos sobreditos para pecarem com ela; e que isto lhe viu fazer por certos dias, e que dia se fez em que viu entrarem com ela sete ou oito homens, e que quando uns estavam dentro, outros estavam espreitando e rindo do que ela viam fazer dentro; e que um dia vendo (...) ir com a dita negra um vinagreiro para o dito lugar, parecendo-lhe que ia para pecar com ela, disse (...): - Homem, não te deites com essa negra que é doente e lançarte-á a perder".
Segundo o processo, “quando o chamam de homem, não gosta disso. Comumente o chamam de Vitória e só queria que lhe chamassem de Vitória, e quem lhe chamava de negro, corria às pedradas”. Vitória tinha uma figura imponente, sendo“grande de corpo, mal assombrado, sem barba, muito preto”. Durante o dia, Vitória “trazia um pano muito alvo na cabeça, com um chapéu em cima, e um açafate em riba do chapéu, e um gibão branco atacado todo por diante, e um avental de burel cingido aberto à frente”. E sendo-lhe perguntado na rua: “por que chama os homens se és negro? Ele disse: Sou negra e não negro! E mostrava os peitos [...]”.

## Prisão
Em maio de 1557, Vitória é presa na ilha Terceira, e enviada a Lisboa. A 2 de junho de 1557, comparece na Casa dos Autos da Santa Inquisição, dizendo chamar-se António, natural do Benim, de onde viera um ano atrás, que seu senhor era Pallos Manrique, morador em Lisboa, sem conseguir dizer se era cristã e batizada. As dificuldades de comunicação acabaram determinando a interrupção da confissão, até que se arranjasse um intérprete.
Disse que “era mulher e tinha um buraco na ilha [sic]”. Intrigados, os inquisidores perguntaram: “- O buraco que tem foi feito por ele, ou lhe fizeram por causa de alguma inferioridade, ou se nasceu com ele?  - Disse que nascera com os ditos buracos e que havia muitos na sua terra que tinham os mesmos buracos e nasceram com eles...” Não acreditando em Vitória, os inquisidores ordenaram aos oficiais dos cárceres que a vistoriassem “para ver se era homem, ou mulher ou mofrodito”. Amarrado com as mãos nas costas, com as pernas abertas numa escada, para melhor ser examinado, concluíram em seu laudo pericial: “Damos fé que o dito Antônio tem natura de homem, sem ter buraco algum nem modo algum de natura de mulher”.
Vitória foi condenada a degredo perpétuo nas galés del-rei, servindo como remeiro no Algarve, para onde foi enviada a ferros numa caravela, em agosto de 1557.